# Käbschütztal
Käbschütztal là một đô thị thuộc huyện Meißen, bang Sachsen, Đức. Đô thị Käbschütztal có diện tích 50,45 km², dân số thời điểm ngày 31 tháng 12 năm 2006 là 2925 người.